# Chiến tranh Nga – Pháp (1812)
Chiến dịch nước Nga (hay còn gọi là Cuộc chiến tranh vệ quốc năm 1812, tiếng Nga: Отечественная война 1812 года) là bước ngoặt trong các cuộc chiến tranh của Napoléon. Trong vòng 10 năm trước đó, quân Pháp thắng trận liên tục và xâm chiếm phần lớn châu Âu, nhưng tại Nga thì họ đã chịu thất bại lớn với hơn 550.000 quân thương vong hoặc đào ngũ. Thất bại này làm sụt giảm nghiêm trọng sức mạnh của Đế chế Pháp và lực lượng đồng minh, gây ra sự thay đổi lớn trong nền chính trị ở châu Âu và làm suy giảm đáng kể quyền bá chủ của Pháp ở châu Âu. Danh tiếng của Napoléon là một thiên tài quân sự bất khả chiến bại đã mất đi sau thất bại này. Các đồng minh của Pháp, đầu tiên là Phổ và sau đó là Áo, đã lần lượt phá vỡ liên minh và chuyển sang chống lại Pháp, gây nên chiến tranh Liên minh thứ sáu.
Chiến dịch bắt đầu ngày 24 tháng 6 năm 1812, khi Napoléon vượt sông Neman. Napoléon buộc Hoàng đế nước Nga là Aleksandr I ở lại trong Hệ thống phong tỏa Lục địa của Vương quốc Anh, mục đích chính là để tránh các đe dọa của Nga tới Ba Lan. Napoléon đặt tên cuộc xâm lăng này là chiến dịch Ba Lan lần thứ hai, người Nga tuyên bố phát động một cuộc chiến tranh Vệ quốc.
Hơn 68 vạn tinh binh của đại quân Napoléon hành quân qua phía tây nước Nga, họ giành chiến thắng trong một số trận đánh nhỏ và một trận đánh lớn ở Smolensk vào 16-18 tháng 8. Tuy nhiên, trên cùng một ngày, cánh bắc của quân đội Nga do Thống chế Nga Peter Wittgenstein đã chặn cánh bắc của quân đội Pháp, dẫn đầu bởi Thống chế Pháp Nicolas Oudinot trong trận Polotsk. Điều này ngăn chặn cuộc hành quân của Pháp tới kinh thành Sankt-Peterburg; số phận của cuộc chiến đã phải quyết định tại Moskva, nơi mà Napoléon đã thân chinh dẫn quân tiến đánh.
Cuộc kháng chiến của Quân đội Nga cũng bắt nguồn từ tinh thần yêu nước sục sôi, quyết tâm trả thù những thất bại trước quân Pháp trong các năm 1805 - 1807, cũng như quyết tâm không chịu ách chư hầu cho Pháp theo Hiệp định Tilsit (1807). Chiến thắng rạng rỡ của cuộc chiến đấu bảo vệ nước Nga này chứng tỏ sức mạnh uy dũng của lực lượng Quân đội Nga trong các cuộc chiến tranh của Napoléon. Sự kiện này đã từng được miêu tả trong cuốn tiểu thuyết Chiến tranh và Hòa bình của Lev Tolstoy và thường được người Nga gọi là Chiến tranh Vệ quốc 1812 (phân biệt với "Chiến tranh Vệ quốc vĩ đại" tức Chiến tranh Xô-Đức trong Thế chiến thứ hai).

## Chuẩn bị chiến tranh
Đến cuối năm 1811 thì Napoleon đã có nhiều chỉ thị cực kì nghiêm túc cho một cuộc chiến lớn với nước Nga.
Một báo cáo của tướng Davout gửi Napoleon ngày 29-11-1811 có viết: "Trong chiến dịch năm 1805, nhiều binh lính đã bị tụt lại sau do thiếu giày; hiện tại ông ấy đang tích trữ 6 đôi giày cho một người lính”.
Napoleon ra lệnh cho Bá tước Lacuée de Cessac phụ trách hậu cần phải cung cấp lương thực cho 40 vạn quân trong một chiến dịch 50 ngày, yêu cầu 20 triệu khẩu phần bánh mì và gạo, 6000 xe vận tải để chở đủ bột mì cho 20 vạn người trong 2 tháng và 72 triệu lít yến mạch nuôi ngựa trong 50 ngày.
Ngày 14 tháng 2 năm 1812, một lượng quân Pháp rất lớn đã tiến về phía Đông và họ đóng quân tại 20 thành phố Đức tại khắp miền Tây đế chế Napoleon.
Không chỉ quân Pháp thuần tuý, chiến dịch đánh nước Nga còn có sự đóng góp quân của các nước chư hầu của Pháp. Vào tháng 2 năm 1812, Áo đồng ý góp cho Napoleon 3 vạn quân. Một tuần sau, Phổ huy động cho Pháp 2 vạn quân. Nếu chia theo quân chủng thì 48% bộ binh là người Pháp, 52% là người nước ngoài; 64% kị binh là người Pháp, 36% là người nước ngoài.
Dân số của Pháp lúc đó là 42,3 triệu người, các quốc gia vệ tinh của Pháp là 40 triệu người, tổng cộng là 82,3 triệu. Napoleon đã huy động tới 69 vạn quân, đây là lần xuất quân chinh phạt lớn nhất lịch sử châu Âu tính tới thời điểm đó. Đại quân Pháp có gần 1.400 khẩu pháo, 20 vạn ngựa phân bổ cho 8 vạn kị binh, 3 vạn lính pháo binh và 25 nghìn cỗ xe đủ kiểu. Có 26 tiểu đoàn vận tải, 18 trong số đó có 600 cỗ xe hạng nặng, mỗi xe 6 ngựa kéo có khả năng chở gần 3.000 kg.
Binh lính tự mang đi 4 ngày lương thực và thêm 20 ngày trên những cỗ xe quân đội. Nếu trong 3 tuần đầu chiến dịch tiếp tục thì đại quân sẽ phải dừng lại để tái tiếp tế.
Trong khi đó, toàn bộ dân số của nước Nga lúc đó là 46 triệu, họ huy động được 70 vạn lính chủ lực và 223.000 dân quân trong toàn cuộc chiến.

## Diễn biến

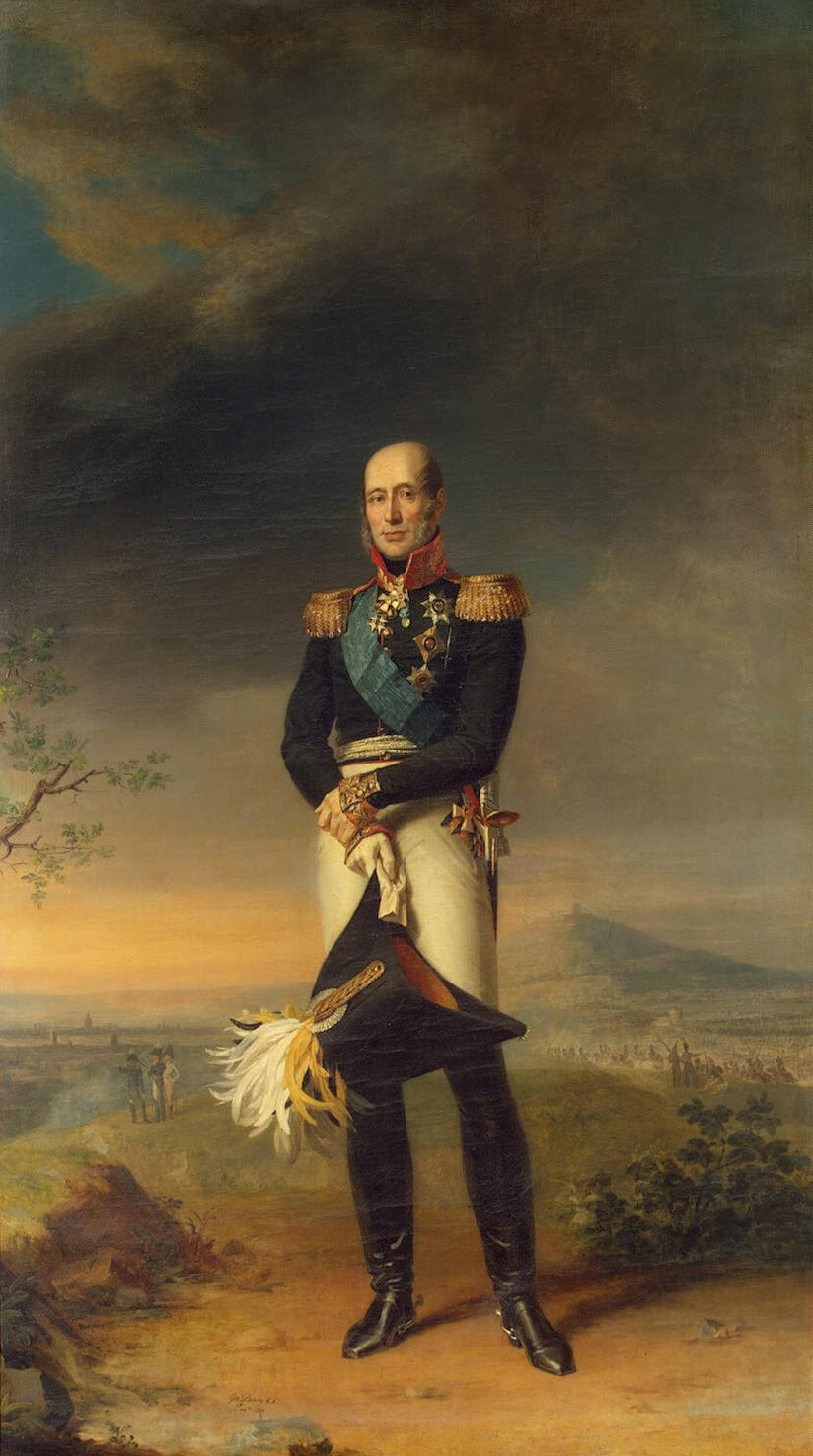
Chân dung Barclay de Tolly

Tổng chỉ huy ban đầu của quân Nga là Thống chế Barclay de Tolly, vốn là một sĩ quan gốc Scotland. Barclay de Tolly lớn lên ở St.Petersburg và trở thành Bộ trưởng Chiến tranh trong triều đình Nga từ năm 1810. Ông đã chuẩn bị hiệu quả cho quân đội Nga cho cuộc chiến quyết định với Napoléon, ra lệnh và đích thân tạo ra rất nhiều hướng dẫn chiến thuật và chiến lược và sách hướng dẫn cho binh lính và sĩ quan. Chính Barclay là người ban đầu đã vạch ra kế hoạch tổng thể cho quân đội Nga trong cuộc chiến này: sử dụng chiến lược rút lui vào miền Trung nước Nga để tiêu hao tài nguyên của quân đội Pháp. Khi rút lui, lính Nga đã phá hủy kho lương thực, đạn dược và bất kỳ tài sản nào đối phương có thể sử dụng được. Barclay đã tính toán đúng các tuyến đường tiếp tế của Pháp sẽ trở nên quá dài để cung cấp cho quân đội từ châu Âu và các lực lượng du kích Nga và quân đội sẽ làm phần còn lại để nghiền nát kẻ thù.

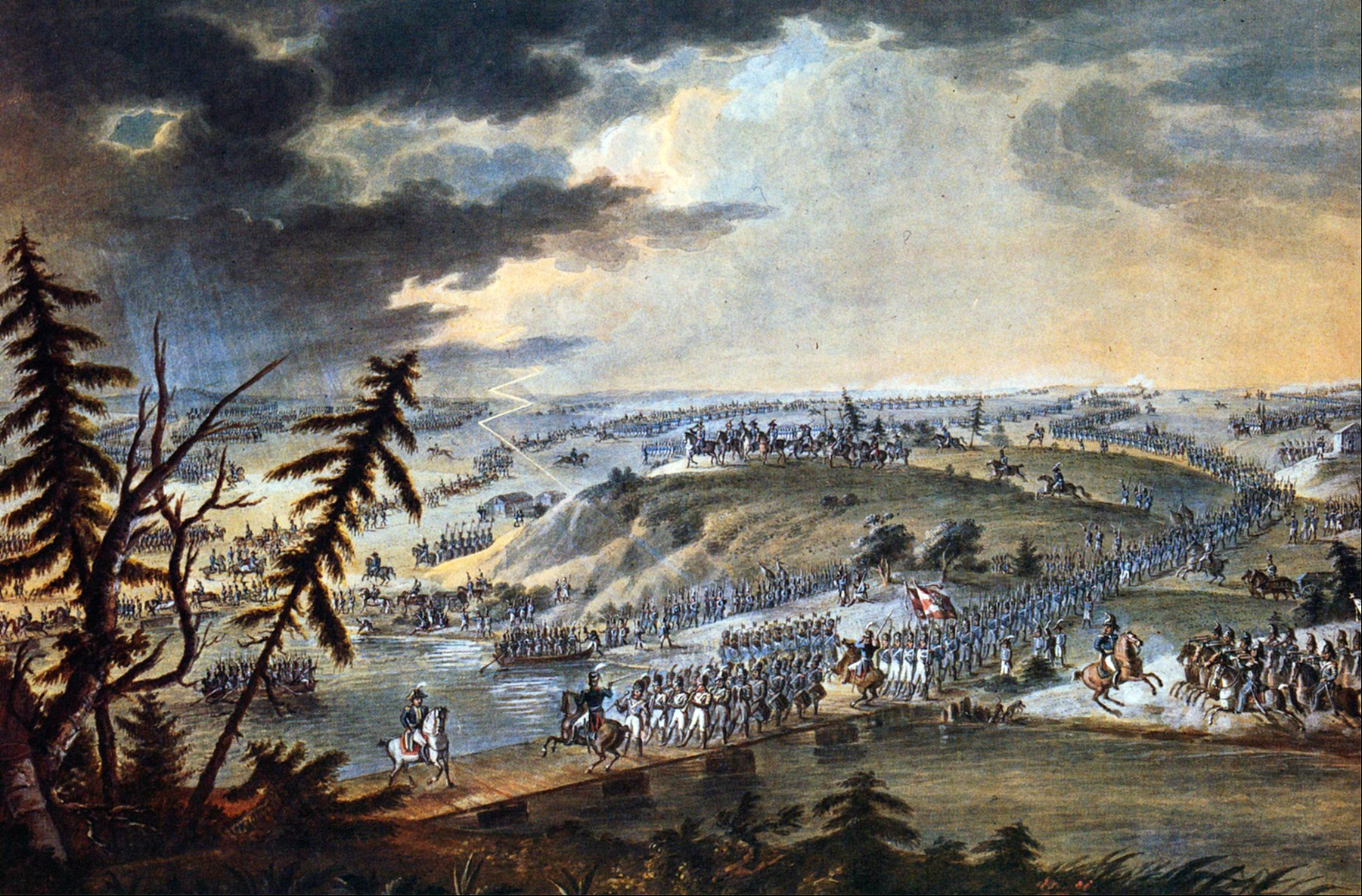
Cuộc vượt biên của quân đội Napoléon qua Neman

Ngày 22 tháng 6 năm 1812 Napoleon ban hành bản thông cáo của chiến dịch, cũng là mệnh lệnh cho Đại quân vượt sông Niemen tiến vào Nga. Quy mô của Đại quân Napoleon sau khi đã trừ đi các lực lượng đồn trú, vệ binh quốc gia và số lính coi kho, pháo đội bảo vệ bờ biển là 45 vạn người ở tuyến đầu, 16,5 vạn người ở tuyến hai. Con số này lớn hơn toàn bộ dân số Paris vào thời điểm đó.
Mở đầu cuộc binh lửa, Quân đội Nga đã gặt hái được những chiến công ban đầu tại Mir, Romanovo, Ostrovno, Saltanovka, và Klyastitsy. Nhưng vào tháng 8 năm 1812, quân Nga phải rút lui trước sức ép của Pháp và cũng bởi chiến lược của Tư lệnh Barclay de Tolly. Sau đó Sa hoàng không hài lòng, tướng Mikhail Kutuzov được phong hàm Thống chế và được cử làm Tổng Chỉ huy Quân đội Nga thay Barclay de Tolly. Sau đó quân Nga do Kutuzov chỉ huy chống cự lại Napoléon I ác liệt trong trận đánh lớn tại Borodino từ khoảng cách 120 km (khoảng 75 dặm) về phía tây Moskva ngày 7 tháng 9 năm 1812. Quân đội Nga đã chiến đấu anh dũng và gây cho quân Pháp bị tổn thất nặng nề. Rất nhiều binh sĩ người Westfalen chư hầu chiến đấu cho Pháp cũng bị thiệt mạng cuộc giao tranh khốc liệt này. Tuy nhiên, Hoàng đế Napoléon I đã chiến thắng và quân Nga triệt binh khỏi trận địa.
Nhưng trận thư hùng đẫm máu này đã trở thành một chiến thắng về mặt tinh thần của các chiến binh Nga. Mùa đông trên lãnh thổ Nga rất khắc nghiệt. Quân đội Nga càng rút lui, càng khiến cho quân đội Pháp sa lầy vào xứ sở mênh mông còn làng mạc đã bị quân Nga đốt sạch trước khi quân Pháp tiến tới khiến cho người Pháp không thể tìm ra được thực phẩm.
Với nguồn quân nhu trống rỗng và đường tiếp tế bị trải dài quá mức, đại quân của Napoléon I sau chiến thắng trong trận huyết chiến ở Borodino đã tiến quân đến cố đô Moskva vào ngày 14 tháng 9 năm 1812. Các chiến binh Pháp vui mừng trước ngưỡng cửa Moskva hùng vĩ, và Napoléon I coi thời khắc đã đến để buộc người Nga phải ra hàng. Tuy nhiên, không có bóng ai ở đây cả mà chỉ có một sĩ quan Nga đề nghị đình chiến, để các chiến sĩ Nga có thêm thời gian rút quân ra khỏi cố đô. Đến lúc mặt trời lặn mà vẫn chẳng thấy ai, một số sĩ quan Pháp vào thám thính Moskva rồi trở ra bẩm báo với Napoléon I là toàn thể dân chúng thành Moskva đã di tản và Moskva đã bị đốt phá. Màn đêm buông xuống, ông mới tiến đại binh vào cố đô nước Nga.

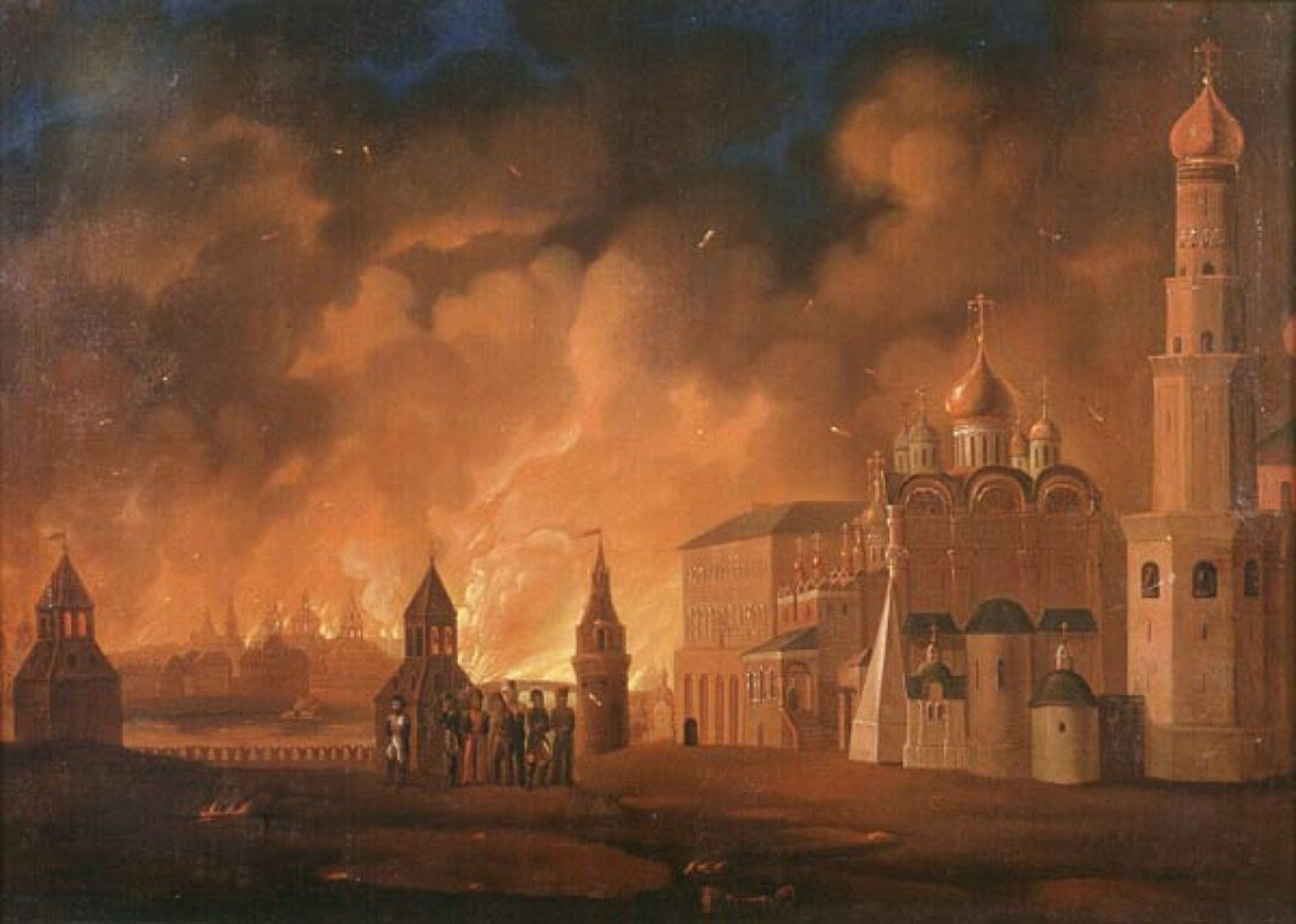
Hỏa hoạn Moskva 1812

Sa hoàng Alekxandr I nhất định không chịu thương thuyết. Vốn mong đợi Alekxandr I đầu hàng có điều kiện, thay vào đó, quân Pháp lại thấy mình đang ở trong một thành phố cằn cỗi và hoàng tàn đã bị quân Nga san phẳng hoàn toàn trước khi rút lui. Thiếu nơi đồn trú mùa đông, Napoléon thấy cần phải rút quân. Bắt đầu vào ngày 19 tháng 10 và kéo dài đến tháng 12, quân đội Pháp phải đối mặt với một số trở ngại rất lớn trên đường dài rút quân khỏi Nga: nạn đói, thời tiết giá lạnh và lực lượng quân đội của Nga đã chặn đường rút lui.

Napoleon rút lui của khỏi Moskva.

Lực lượng Pháp bị thiệt hại nặng nề vì thiếu ăn, thiếu mặc, thiếu phương tiện y tế, luôn luôn bị quân du kích Nga quấy phá và bị tấn công. Bởi mùa Đông quá sức khắc nghiệt tại Nga, quân Pháp còn lan truyền huyền thoại "Đại tướng Mùa Đông" (général Hiver) đã làm gia tăng những thiệt hại của họ. Đa số quân Pháp đã chết vì đói, vì lạnh, vì bệnh tật, một số lớn bị bắt làm tù binh.
Những trận đánh tại Krasnyi kéo dài suốt từ ngày 4 cho đến ngày 5 tháng 11 năm 1812, làm cho Napoléon bị hao tổn thêm 2 vạn chiến binh nữa. Tiếp theo đó, Quân đội Nga kéo đến sông Berezina để truy kích quân Pháp, viên chỉ huy quân Nga là Pavel Chichagov đã chiếm được một kho quân nhu lớn của quân Pháp tại Minsk, phá hủy những chiếc cầu bắc qua sông Berezina tại thị trấn Borisov, và kéo quân bên bờ Tây sông này để ngăn chặn quân địch vượt sông. Từ ngày 14 cho tới ngày 17 tháng 11 năm 1812, trong trận sông Berezina, quân Nga liên tiếp tấn công, song Napoléon vượt được sông này. Ông phải hứng chịu tổn thất khủng khiếp. Chỉ sự hợp tác ngầm của Kutuzov mà đã gây cho Napoléon thảm họa như thế. Vốn dĩ ông nhận thấy rằng Mùa Đông đã hủy diệt quân lực của Napoléon, do đó ông không cần phải truy kích quân Pháp quá mãnh liệt.

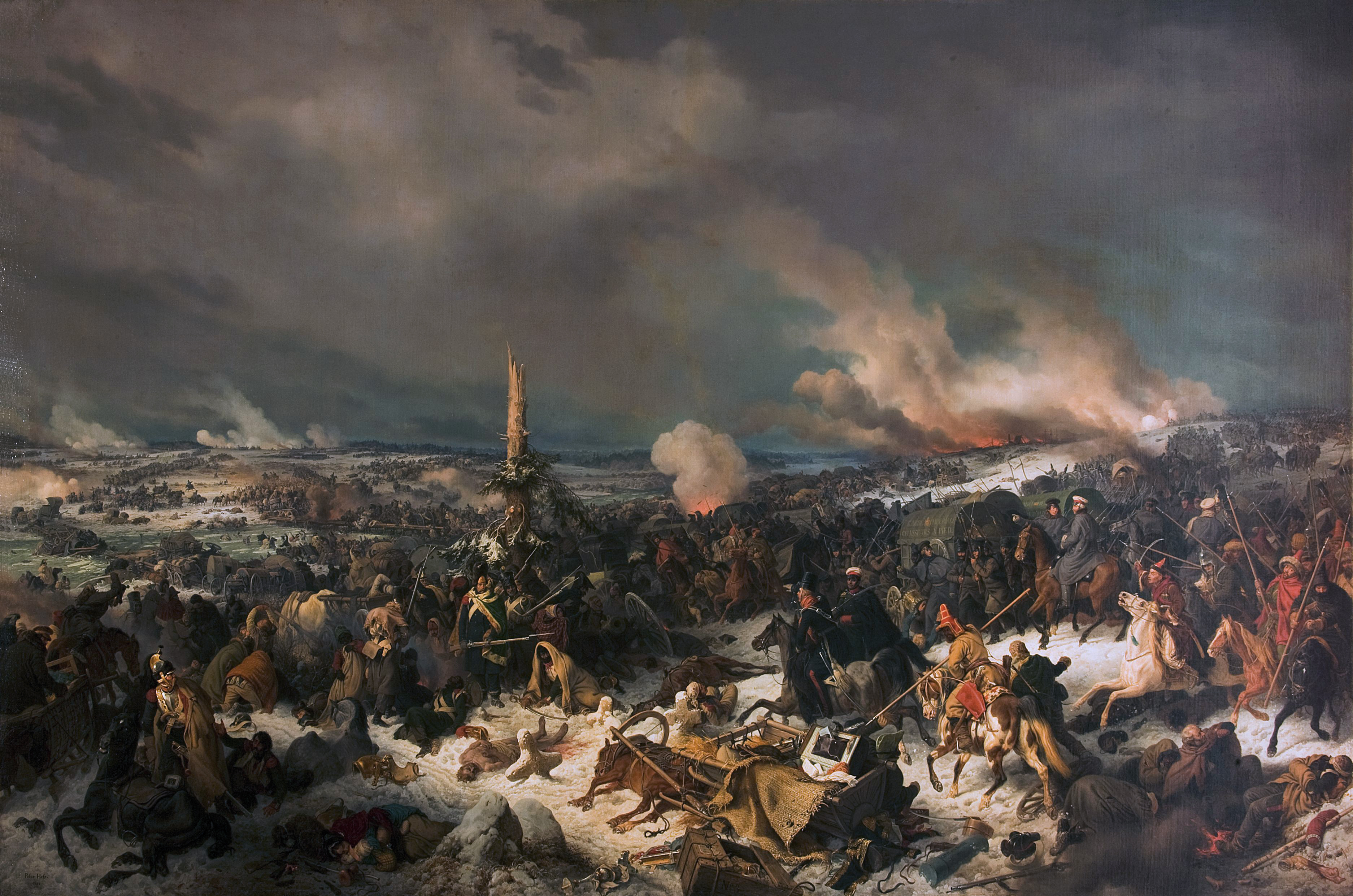
Người Kalmyks và người Bashkirs tấn công quân đội Pháp tại Berezina

## Kết quả
Cuộc xâm lược nước Nga của Napoléon là một trong những sự kiện trọng đại trong lịch sử châu Âu, là chiến bại thê thảm của ông, và dẫn đến bi kịch của ông. Với chiến thắng này, nhân dân Nga bắt đầu ấp ủ lòng tự hào dân tộc. Đây là chiến thắng nhờ lòng dũng cảm của dân tộc Nga, nhờ Hoàng đế Aleksandr I đã tập hợp được lực lượng quý tộc và nông dân đấu tranh bảo vệ đất nước. Đây là bước ngoặt lớn trong các cuộc chiến của Napoléon vì chiến dịch này đã giảm quân số của Pháp và các lực lượng đồng minh xuống chỉ còn một phần nhỏ so với ban đầu.. Mùa đông khắc nghiệt của nước Nga đã góp phần làm thiệt mạng hàng loạt quân Pháp, Napoléon buộc phải rút quân về nước. Nhiều đạo quân Nga vẫn tiếp tục truy quét quân địch vào Đại công quốc Warsawa và Vương quốc Phổ.
Tuy vị Hoàng đế nước Pháp đã tái xây dựng lực lượng Quân đội trong đó có nhiều chiến sĩ luôn trung kiên với đất nước, Đội quân vĩ đại (Grande Armée) của ông không bao giờ hồi phục được. Chẳng bao lâu sau, các quốc gia châu Âu đều đồng loạt nổi lên chống Pháp và Đệ nhất Đế chế của Napoléon sụp đổ. Do đó, chiến thắng lẫy lừng của cuộc Chiến tranh Vệ quốc Nga được coi là một sự kiện trọng đại dẫn đến sự giải phóng cả châu Âu thoát khỏi ách chiếm đóng của Napoléon I.
Cuộc Chiến tranh Vệ quốc khốc liệt này đã lôi cuốn biết bao thế hệ các nhà sử học nước Nga.